# 第30屆金馬獎
第30屆金馬獎，由中華民國官方舉辦的華語電影評選活動，為1993年台灣與華語電影業界的年度盛事之一，於台北市國父紀念館舉行頒獎典禮。本屆由《喜宴》獲得最佳劇情片獎。

## 簡介
李安導演的「父親三部曲」中第二部《喜宴》將李安推向國際，榮獲柏林影展金熊獎，並入圍金球獎與奧斯卡金像獎最佳外語片。三部曲皆由郎雄擔任父親角色。
最佳女主角由吳家麗以《赤裸的誘惑》封后，也是金馬獎首位以三級片封后的女演員。最佳男主角由成龍以《重案組》蟬聯影帝，也創下金馬紀錄。最佳男女配角得主郎雄與歸亞蕾皆以《喜宴》一片錦上添花，李安兩個兒子都在片中出現，次子李淳在《喜宴》中客串時年僅3歲，李安本人也在片中驚鴻一瞥。最佳電影歌曲由張國榮與林夕合作之《白髮魔女傳》獲得，是張國榮唯一一座金馬獎。
典禮中段邀請姚蘇蓉演唱其曾主唱之電影《今天不回家》、《負心的人》主題曲，並與鳳飛飛頒發最佳電影歌曲獎。是姚蘇蓉實質引退後唯一一次在台灣公開場合露面。
典禮由中華電視公司轉播，是無線衛星電視台首度與華視同步向全亞洲轉播金馬獎，也是中華民國總統李登輝首度出席金馬獎。

## 入圍暨得獎名單
下列之標記為該獎項之得獎者。
壹、影片獎項

### 最佳紀實報導片
貳、個人獎項

### 最佳電影歌曲
叄、非正式競賽

## 多項提名及得獎

### 多項提名
下列16部電影獲得多項提名。
| 提名數量 | 電影名稱               | 提名獎項                                                                                   |
| -------- | ---------------------- | ------------------------------------------------------------------------------------------ |
| 7        | 《誘僧》               | 最佳男主角、最佳原著劇本、最佳攝影、最佳美術設計、最佳造型設計、最佳電影音樂、最佳動作指導 |
| 6        | 《喜宴》               | 最佳劇情片、最佳導演、最佳男配角、最佳女配角、最佳原著劇本、最佳剪輯                       |
| 6        | 《新不了情》           | 最佳導演、最佳女主角、最佳男配角、最佳女配角、最佳原著劇本、最佳電影音樂                   |
| 6        | 《戲夢人生》           | 最佳劇情片、最佳攝影、最佳美術設計、最佳造型設計、最佳電影音樂、最佳錄音                   |
| 5        | 《十八》               | 最佳女主角、最佳改編劇本、最佳攝影、最佳造型設計、最佳錄音                                 |
| 4        | 《重案組》             | 最佳男主角、最佳男主角、最佳剪輯、最佳動作指導                                             |
| 4        | 《白髮魔女傳》         | 最佳改編劇本、最佳攝影、最佳美術設計、最佳電影歌曲                                         |
| 4        | 《秋月》               | 最佳劇情片、最佳導演、最佳原著劇本、最佳錄音                                               |
| 4        | 《五個女子和一根繩子》 | 最佳劇情片、最佳男配角、最佳女配角、最佳改編劇本                                           |
| 3        | 《青春無悔》           | 最佳改編劇本、最佳電影音樂、最佳錄音                                                       |
| 3        | 《天台的月光》         | 最佳男主角、最佳女主角、最佳電影歌曲                                                       |
| 2        | 《歲月風雲之上海皇帝》 | 最佳美術設計、最佳造型設計                                                                 |
| 2        | 《太極張三豐》         | 最佳剪輯、最佳動作指導                                                                     |
| 2        | 《籠民》               | 最佳劇情片、最佳導演                                                                       |
| 2        | 《異域2：孤軍》        | 最佳劇情片、最佳男配角                                                                     |
| 2        | 《功夫皇帝方世玉》     | 最佳剪輯、最佳動作指導                                                                     |

### 得獎統計
其中5部電影獲得多項獎項（僅計入正式競賽獎項）。
| 得獎數量 | 電影名稱           | 得獎獎項                                                   |
| -------- | ------------------ | ---------------------------------------------------------- |
| 5        | 《喜宴》           | 最佳劇情片、最佳導演、最佳男配角、最佳女配角、最佳原著劇本 |
| 3        | 《戲夢人生》       | 最佳攝影、最佳造型設計、最佳錄音                           |
| 2        | 《誘僧》           | 最佳美術設計、最佳電影音樂                                 |
| 2        | 《白髮魔女傳》     | 最佳改編劇本、最佳電影歌曲                                 |
| 2        | 《功夫皇帝方世玉》 | 最佳剪輯、最佳動作指導                                     |
| 1        | 《重案組》         | 最佳男主角                                                 |
| 1        | 《赤裸的誘惑》     | 最佳女主角                                                 |
| 1        | 《蘭嶼觀點》       | 最佳紀實報導片                                             |

## 典禮製作名單
福隆製作有限公司  製作
中華電視公司  監製
伴奏: 華視大樂隊
指揮: 詹森雄 
製作人: 李祐寧、柴智屏、侯文燕
企劃: 羅小鵬 
編審: 姚超舜 
策劃執行: 李懿慧,蘇燕芳,陳鎮川,廖慧芬 
編劇: 福隆編劇小組 
執行製作: 廖俊彥,張智輝,陳雅萍,王崇智,詹仁雄,張國賓 
製作群: 劉友真,廖曼容,劉青芬,劉毓柟,劉毓璽,蘇振弘,賴雅玉,黃子雲,張繼欄,孫建銘,吳惠君,陳中 
剪接: 商台玉,蔡東文,李玲玲,羅裕儀 
後製: 潘必超,何自由,何立信,蔡銘癸,蘇方裕,李騫 
電腦繪圖: 熊一飛,林清和,賀稚青 
美術設計: 福隆美術組 
錄影: 湯盛金,邱桂雄,李國澤,徐俊方,曹定中,高竹軒 
燈光: 葉南生,翁俊明,張紹鋒 
成音: 李士家,沈水發,林金聲,楊振明,游滿堂,陳建銘 
攝影: 于繼順,張獻程,王金亭,郭特英,龔中和,周長銘,汪大成,陳漢聰,馬國駒,駱崇賢,梅家義, 
視訊: 呂照陽,陳錦章,賴坤淇 
技術指導: 傅芳琳,張鄂生 
工程監督: 陳繼曄 
音樂指導: 王維娜,高大鵾,洪傳鼎 
助理導播: 舒婷婷,范鍾秀,陳郁君,徐幼幼,顧蘊祺,劉美杏,丁光慈,陳成德,董占元,梨繼明 
現場指導: 嚴志剛,王信德,項乃康,劉正中,陳能樹,張中炎 
導播: 黃國治,鄭德華

## 外部連結
- 第30屆金馬獎名單（繁體中文）
- 國家電影中心圖書館-第三十屆金馬獎頒獎典禮
- 時光網-第30届台湾电影金马奖 （页面存档备份，存于）

1. ↑  愈演愈烈的國籍問題，天下雜誌，2012-06-25
2. ↑  .   [2021-09-06]. （原始内容存档于2021-11-02）.